# Copa Votorantim de 2025
A Copa Votorantim de 2025 foi a 29.ª edição deste evento esportivo, um torneio nacional de futebol masculino sub-15 organizado pela Prefeitura de Votorantim.
O torneio compreendeu quatro distintas fases e envolveu a participação de um total de 12 clubes, ocorrendo no período de 18 a 26 de janeiro. A fase inicial consistiu na divisão dos participantes em três grupos, nos quais os clubes enfrentaram seus oponentes da mesma chave em partidas de turno único. Nas fases subsequentes, a determinação dos avançados para a fase seguinte baseou-se no resultado de partidas únicas, culminando na redução progressiva do número de clubes a cada fase até a disputa da final.
O título da edição foi conquistado pelo Corinthians, que venceu a decisão contra a Seleção de Votorantim pelo placar de 3 a 1. Este triunfo marcou o quarto título na história do clube neste torneio.

## Antecedentes
Para a edição de 2025, a organização da Copa Votorantim realizou os procedimentos tradicionais, como a definição dos times e a formação dos grupos, que foram divulgados em 14 de dezembro de 2024. A princípio, o torneio seguiria o formato das edições anteriores, com 16 equipes distribuídas em quatro grupos de quatro, classificando os dois primeiros de cada grupo para as quartas de final. Entre os participantes estavam o então atual campeão São Paulo, os paulistas Corinthians, Palmeiras e Santos, além de clubes tradicionais do futebol brasileiro, como América Mineiro, Bahia, Cruzeiro, Fortaleza e Sport. Entretanto, em janeiro de 2025, 12 dos 16 clubes participantes pediram a exclusão do Corinthians devido a um suposto caso de aliciamento envolvendo um jogador de 14 anos do Palmeiras. Essa solicitação foi parte do Movimento dos Clubes Formadores, do qual os 12 clubes envolvidos faziam parte. Diante da negativa da organização em excluir o Corinthians, os 12 clubes e o Novorizontino decidiram se retirar às vésperas do início do torneio.
Apesar do imprevisto, a organização decidiu manter o torneio, convidando clubes de menor expressão do estado de São Paulo para substituir os desistentes. Assim, Aster, Inter de Limeira, Lemense, Noroeste, Paulínia, Prata da Casa, Rio Branco, São Bento e União São João se juntaram ao próprio Corinthians, à Seleção de Votorantim e ao Votoraty na composição dos participantes. Com a redução de 16 para 12 participantes, o formato foi alterado, incluindo a diminuição de quatro para três grupos e a classificação dos dois melhores terceiros colocados.

## Primeira fase
Pelo grupo A, Corinthians e Seleção de Votorantim protagonizaram o jogo de estreia em 18 de janeiro, no estádio Domênico Paolo Metidieri. O clube paulista, que entrou em campo após a desistência de 13 participantes originais, venceu a equipe local por 3 a 0. Ao longo da primeira fase, o Corinthians consolidou a liderança do grupo ao vencer os três jogos. Por sua vez, a Seleção de Votorantim se recuperou da derrota na primeira rodada, vencendo as partidas seguintes e garantindo a classificação.
No grupo B, o Noroeste garantiu a classificação antecipada ao vencer seus dois primeiros jogos. Os outros times disputaram as vagas até a última rodada. O União São João, que estava em segundo lugar antes da terceira rodada, perdeu para o Votoraty e foi ultrapassado pelo rival. Esse resultado também fez com que o clube caísse para a última posição do grupo, devido à vitória da Prata da Casa sobre o Noroeste.
Inter de Limeira e São Bento encaminharam suas classificações no grupo C, com o time de Sorocaba terminando um ponto à frente do rival, inclusive derrotando-o na segunda rodada. Por fim, Prata de Casa e Rio Branco de Americana avançaram como os melhores terceiros colocados.

## Fases finais
Os jogos das quartas de final ocorreram em 22 de janeiro. Inter de Limeira e Noroeste foram os responsáveis por disputar o jogo inaugural da fase eliminatória, que terminou empatado em 1 a 1 no tempo regulamentar, com a vitória do Noroeste na disputa por pênaltis. Poucas horas depois, o Corinthians venceu o Rio Branco de Americana por 4 a 1. No outro chaveamento, São Bento e Seleção de Votorantim venceram, respectivamente, Prata da Casa e Votoraty.
Dois dias depois, em 24 de janeiro, as semifinais foram disputadas. A equipe local obteve uma vitória expressiva sobre o São Bento, por 4 a 1, garantindo assim a primeira vaga na final. A outra vaga foi decidida em uma disputa de pênaltis, vencida pelo Corinthians, que havia empatado em 0 a 0 no tempo regulamentar contra o Noroeste.
Em 26 de janeiro, Corinthians e Seleção de Votorantim, que já haviam decidido o torneio 22 anos antes, se enfrentaram na final do campeonato no estádio Domênico Paolo Metidieri. O time da capital abriu uma vantagem de três gols no primeiro tempo. O adversário, por sua vez, conseguiu reduzir a diferença nos minutos finais, terminando o jogo em 3 a 1. Com esse resultado, o Corinthians conquistou seu quarto título da competição.
|  | Quartas de final      | Quartas de final      |                  |       | Semifinais | Semifinais |  |  | Final | Final |
|  |                       |                       |                  |       |            |            |  |  |       |       |
|  |                       |                       |                  |       |            |            |  |  |       |       |
|  |                       |                       |                  |       |            |            |  |  |       |       |
|  | Corinthians           | 4                     |                  |       |            |            |  |  |       |       |
|  | Corinthians           | 4                     |                  |       |            |            |  |  |       |       |
|  | Rio Branco-SP         | 1                     |                  |       |            |            |  |  |       |       |
|  | Rio Branco-SP         | 1                     | Corinthians (p.) | 0 (4) |            |            |  |  |       |       |
|  |                       |                       | Corinthians (p.) | 0 (4) |            |            |  |  |       |       |
|  |                       | Noroeste              | 0 (2)            |       |            |            |  |  |       |       |
|  | Noroeste (p.)         | Noroeste              | 0 (2)            | 1 (7) |            |            |  |  |       |       |
|  | Noroeste (p.)         |                       |                  | 1 (7) |            |            |  |  |       |       |
|  | Inter de Limeira      | 1 (6)                 |                  |       |            |            |  |  |       |       |
|  | Inter de Limeira      | 1 (6)                 | Corinthians      | 3     |            |            |  |  |       |       |
|  |                       |                       | Corinthians      | 3     |            |            |  |  |       |       |
|  |                       | Seleção de Votorantim | 1                |       |            |            |  |  |       |       |
|  | São Bento             | Seleção de Votorantim | 1                | 3     |            |            |  |  |       |       |
|  | São Bento             |                       |                  | 3     |            |            |  |  |       |       |
|  | Prata de Casa         | 0                     |                  |       |            |            |  |  |       |       |
|  | Prata de Casa         | 0                     | São Bento        | 1     |            |            |  |  |       |       |
|  |                       |                       | São Bento        | 1     |            |            |  |  |       |       |
|  |                       | Seleção de Votorantim | 4                |       |            |            |  |  |       |       |
|  | Seleção de Votorantim | Seleção de Votorantim | 4                | 2     |            |            |  |  |       |       |
|  | Seleção de Votorantim |                       |                  | 2     |            |            |  |  |       |       |
|  | Votoraty              | 0                     |                  |       |            |            |  |  |       |       |
|  | Votoraty              | 0                     |                  |       |            |            |  |  |       |       |

- As equipes classificadas estão em negrito.

### Gerais
A seguinte fonte foi utilizada para formular as tabelas de classificações da primeira fase:
- «Copa Votorantim de Futebol Sub-15 define classificados para as quartas de final». Prefeitura de Votorantim. 20 de janeiro de 2025. Consultado em 22 de fevereiro de 2025. Cópia arquivada em 22 de fevereiro de 2025

### Específicas
1. 1 2  «Sorteio define grupos da Copa Votorantim Sub-15 de 2025». Prefeitura de Votorantim. 14 de dezembro de 2024. Consultado em 22 de fevereiro de 2025. Cópia arquivada em 22 de fevereiro de 2025
2. ↑  «Com grandes de SP como cabeças de chave, Copinha de Votorantim sub-15 define grupos». ge. 15 de dezembro de 2024. Consultado em 22 de fevereiro de 2025. Cópia arquivada em 22 de janeiro de 2025
3. ↑  «Grupos da Copinha Votorantim são definidos». Cruzeiro do Sul. 17 de janeiro de 2025. Consultado em 22 de fevereiro de 2025. Cópia arquivada em 18 de dezembro de 2024
4. ↑  Arcílio Neto (11 de janeiro de 2025). «Palmeiras, São Paulo, Santos e mais nove times exigem exclusão do Corinthians de competição sub-15». ge. Consultado em 22 de fevereiro de 2025. Cópia arquivada em 28 de janeiro de 2025
5. ↑  Thaís Marcolino (15 de janeiro de 2025). «Clubes mantêm decisão de boicotar a Copinha Votorantim». Cruzeiro do Sul. Consultado em 22 de fevereiro de 2025. Cópia arquivada em 16 de janeiro de 2025
6. ↑  Arcílio Neto; Bárbara Bruno (17 de janeiro de 2025). «Corinthians fica, e 13 times abandonam Copinha sub-15; clubes serão substituídos». ge. Consultado em 22 de fevereiro de 2025. Cópia arquivada em 1 de fevereiro de 2025
7. 1 2  Thaís Marcolino (17 de janeiro de 2025). «Copinha Votorantim está mantida com 12 equipes e 3 grupos». Cruzeiro do Sul. Consultado em 22 de fevereiro de 2025. Cópia arquivada em 17 de janeiro de 2025
8. ↑  «Copa Votorantim é mantida com Corinthians, mas sem os outros grandes times». Olá Sorocaba. 17 de janeiro de 2025. Consultado em 22 de fevereiro de 2025. Cópia arquivada em 22 de fevereiro de 2025
9. ↑  «Irmão de Gabriel Moscardo marca, e Corinthians vence em estreia na Copinha de Votorantim». ge. 17 de janeiro de 2025. Consultado em 22 de fevereiro de 2025. Cópia arquivada em 18 de janeiro de 2025
10. ↑  «Copa Votorantim 2025 começa com vitória do Corinthians». Olá Sorocaba. 17 de janeiro de 2025. Consultado em 22 de fevereiro de 2025. Cópia arquivada em 22 de fevereiro de 2025
11. 1 2 3 4 5  «Corinthians fecha 1ª fase da Copinha de Votorantim com 100%; veja duelos das quartas». ge. 20 de janeiro de 2025. Consultado em 22 de fevereiro de 2025. Cópia arquivada em 29 de janeiro de 2025
12. 1 2  «Copinha de Votorantim encerra 1ª rodada com vitórias de São Bento, Rio Branco-SP e Noroeste». ge. 18 de janeiro de 2025. Consultado em 22 de fevereiro de 2025. Cópia arquivada em 29 de janeiro de 2025
13. 1 2 3  «Corinthians vence e avança; São Bento e Noroeste também triunfam na Copinha Votorantim». ge. 19 de janeiro de 2025. Consultado em 22 de fevereiro de 2025. Cópia arquivada em 29 de janeiro de 2025
14. ↑  «Corinthians goleia Rio Branco e vai à semifinal da Copinha de Votorantim; veja outros resultados». ge. 22 de janeiro de 2025. Consultado em 22 de fevereiro de 2025. Cópia arquivada em 23 de janeiro de 2025
15. ↑  «Corinthians vence o Noroeste nos pênaltis e se garante na final da Copinha de Votorantim». ge. 24 de janeiro de 2025. Consultado em 22 de fevereiro de 2025. Cópia arquivada em 26 de janeiro de 2025
16. ↑  «Corinthians é tetracampeão da Copinha de Votorantim, em torneio que teve a desistência de 13 clubes». ge. 26 de janeiro de 2025. Consultado em 22 de fevereiro de 2025. Cópia arquivada em 29 de janeiro de 2025
17. ↑  Thaís Marcolino (26 de janeiro de 2025). «Corinthians conquista a Copa Votorantim Sub-15 pela quarta vez». Cruzeiro do Sul. Consultado em 22 de fevereiro de 2025. Cópia arquivada em 26 de janeiro de 2025
18. ↑  «Corinthians é campeão da Copa Votorantim pela quarta vez». Olá Sorocaba. 26 de janeiro de 2025. Consultado em 22 de fevereiro de 2025. Cópia arquivada em 22 de fevereiro de 2025